# 切斯特鎮區 (印地安納州韋爾斯縣)
切斯特鎮區是美國印地安納州韋爾斯縣的9個鎮區之一。截至2010年美國人口普查，其人口為936，共394住房。

## 歷史
切斯特鎮區於1876年成立。

## 地理
根據2010年美國人口普查，該鎮的總面積為35.79平方英里（92.7平方），其中土地面積35.62平方英里（92.3平方），水域面積為0.17平方英里（0.44平方）。